# Silvalde
Silvalde es una freguesia portuguesa del concelho de Espinho, con 6,18 km² de superficie y 7.540 habitantes (2001). Su densidad de población es de 1 263,0 hab/km².